# Urophora rufitarsis
Urophora rufitarsis
 es una especie de insecto del género Urophora de la familia Tephritidae del orden Diptera. 
Macquart la describió científicamente por primera vez en el año 1855.